# Johannes Heil (Historiker)
Johannes Heil (* 1961 in Frankfurt am Main) ist ein deutscher Historiker.

## Leben
Heil studierte nach dem Zivildienst Kunstgeschichte, Klassische Archäologie und Mittlere und Neuere Geschichte an der Johann Wolfgang Goethe-Universität Frankfurt am Main und wurde 1994 dort bei Johannes Fried im Fach Mittlere und Neuere Geschichte promoviert. 2003 hat er sich bei Wolfgang Benz an der TU Berlin habilitiert. Danach war er Fellow an den Universitäten Madison (Wisconsin) und Notre Dame (Indiana).
Im Jahr 2005 wurde er auf den Ignatz-Bubis-Stiftungslehrstuhl der Hochschule für Jüdische Studien Heidelberg berufen. Von 2008 bis 2019/2020 leitete er die Hochschule für Jüdische Studien, zunächst als Erster Prorektor, seit 2013 als gewählter Rektor
Seit Dezember 2012 ist Heil Honorarprofessor der Ruprecht-Karls-Universität Heidelberg.
Seine Arbeitsschwerpunkte sind die jüdische Geschichte am Übergang von der Antike zum Mittelalter, die Geschichte, Religion und Kultur der Juden in Europa in Mittelalter und früher Neuzeit, die ältere und moderne Historiographie zur Jüdischen Geschichte sowie die politischen, kulturellen und religiösen Aspekte der jüdisch-christlichen Beziehungen. Er ist Initiator und Leiter der digitalen „Neuen Gallia-Germania Judaica“ und hat, nach Publikation von Vorarbeiten, 2024 ein Forschungsprojekt zur vorrabbinischen jüdischen Literatur des westlichen Mittelmeerraums (4.–8. Jh.) abgeschlossen (s. Schriften), womit ein völlig neues Panorama der Diasporageschichte am Übergang von der Spätantike zum Mittelalter bereitgestellt wird.

## Schriften (Auswahl)
- Andere Juden. Texte der westlichen Diaspora (ca. 400–800) und ihre christliche Rezeption (ca. 700–1200) (Schriften der Hochschule für Jüdische Studien Heidelberg 24), Heidelberg 2024, ISBN 978-3-8253-9575-9, eBook 978-3-8253-8657-3.
- mit Frederek Musall (Hrsg.): Sakrale Räume im Judentum. Festschrift für Salomon Korn. Heidelberg, 2020, ISBN 978-3-8253-4641-6.
- mit Annette Weber (Hrsg.): Ersessene Kultur. Der Fall Gurlitt. Konferenzschrift Heidelberg. Metropol, Berlin 2015.
- mit Stephan J. Kramer (Hrsg.): Beschneidung. Das Zeichen des Bundes in der Kritik. Zur Debatte um das Kölner Urteil, Berlin 2012.
- mit Daniel Krochmalnik (Hrsg.): Jüdische Studien als Disziplin – die Disziplinen der Jüdischen Studien. Festschrift der Hochschule für Jüdische Studien Heidelberg 1979–2009 (= Schriften der Hochschule für Jüdische Studien Heidelberg, 13), Heidelberg 2010.
- „Gottesfeinde“ – „Menschenfeinde“. Die Vorstellung von jüdischer Weltverschwörung (13.–16. Jahrhundert). Klartext-Verlag, Essen 2006, ISBN 3-89861-406-9 (= Antisemitismus. Geschichte und Strukturen, 3), (Zugleich: Berlin, Techn. Univ., Habil.-Schr., 2003).
- Kompilation oder Konstruktion? Die Juden in den Pauluskommentaren des 9. Jahrhunderts. Hahn, Hannover 1998, ISBN 3-7752-5615-6 (= Forschungen zur Geschichte der Juden, A 6), (Teils zugleich: Frankfurt (Main), Univ. Diss., 1994).